# ألبيرتو بلانكو
لويس ألبيرتو بلانكو سافيدرا (بالإسبانية: Alberto Blanco)‏ (مواليد 8 يناير 1978 في بنما) لاعب كرة قدم بنمي دولي يجيد اللعب في خط الوسط . يلعب حاليا لصالح نادي سان فرانسيسكو البنمي من سنة 2009 .

## روابط خارجية
- ألبيرتو بلانكو على موقع الاتحاد الدولي (مؤرشف)  (الإنجليزية)
- ألبيرتو بلانكو على موقع قاعدة بيانات كرة القدم.إي يو (الإنجليزية)
- ألبيرتو بلانكو على موقع ناشيونال فوتبول تيمز (الإنجليزية)
- ألبيرتو بلانكو على موقع Soccerway.com (الإنجليزية)